# Domaći pas
Domaći pas (Canis lupus familiaris)  sisavac je iz reda psolikih odnosno porodice pasa (Canidae).

## Porijeklo
Psi su bili prve domaće životinje među sisavcima. Ljudi su ih pripitomili prije otprilike 12 000 godina. Sve pasmine potječu od vuka (Canis lupus) unatoč tvrdnjama nekih da potječu i od lisica.
Psi su vjerojatno prve pripitomljene životinje, koje čovjeku vjerno služe sve do danas. Ljudi su ih selektivno razmnožavali za mnoge namjene, a rezultat je toga životinja različitih oblika, veličina i sposobnosti.
Pas, Canis familiaris,  kralježnjak je, sisavac i zvijer, pripadnik porodice pasa (Canidae) koja obuhvaća i lisicu, čaglja, vuka te australskog dinga. Njuška mu je vlažna, posjeduje izvrstan njuh i vrlo je druželjubiv. Izrazito dobro trči i spretno pliva te može vrlo brzo mijenjati smjer trka. Dok spava, često ga prate sni u kojima trza repom, cvili i potiho laje i reži.
Smatra se da je predak psa bila životinja slična vuku – vjerojatno mješanac između vuka i čaglja – koja je živjela prije nekoliko milijuna godina. Čak se i danas pripitomljeni psi mogu uspješno razmnožavati s vukovima i čagljevima. Neki smatraju da se svi psi mogu podijeliti u dvije velike skupine – na one koji su slični vukovima i na one koji su slični čagljevima.
Bez obzira na isitnu o njihovu podrijetlu, potpuno je jasno da su psi po prvi put pripitomljeni još u kamenom dobu – prije najmanje 50.000, a vrlo vjerojatno čak i 100.000 godina. Sve ovo doznajemo s crteža iz paleolitika (staro kameno doba) koji prikazuju lov ljudi sa psima. Najstariji ostaci pitomih pasa pronađeni su u iskopinama europskih naseobina, a datiraju iz kasnog mezolitika (srednje kameno doba). Ti ostaci nalikuju dingu, divljem psu udomaćenom u Australiji.
O razlozima zbog kojih se psa počelo smatrati "čovjekovim najboljim prijateljem" postoje mnoge teorije, ali nisu pronađeni dokazi koji bi ijednu od njih potvrdili.
Moguće je da su se psi zbog svoje sklonosti skupljanju ostataka priklonili čovjeku, a on je ubrzo razvio sve mogućnosti ove inteligentne, vješte i uglavnom poslušne životinje.

## Psihologija pasa
Najsigurniji način za razvijanje osjećaja prema psima i njihovoj psihologiji je pažljivo promatranje štenadi u leglu. Čak i prije nego što prestanu sisati, štenad počinje pokazivati karakteristike koje pseću vrstu čine korisnom ili problematičnom za ljude.
Uspješan odnos čovjeka i psa ovisi o mogućnosti vlasnika da "pročita" svog ljubimca i da može misliti kao pas.
Pas je životinja koja pripada čoporu, koji ima urođenu potrebu za životom u sustavu hijerarhije. Već s 4 do 5 tjedana očigledno je koji dio legla je dominantniji i kako se ta dominacija iskazuje. Dominantno štene je ono koje prvo jede, koje započinje igru i ono koje se usudi izaći iz legla.
Kad napusti leglo, štene dobiva novo društvo koje čine svi članovi jednog kućanstva; i ljudi i životinje. Odvojeno od sigurnosti i topline legla, neće se opustiti dok potpuno ne upozna novi teritorij.

## Jezik pasa
Kako pas odrasta, razvija cijeli repertoar signala i držanja tijela koji će objašnjavati njegovo ponašanje. Pas koji ima povjerenja u čovjeka pokazuje svoje osjećaje u uzdignutom stavu na sve četiri noge, uspravnih ušiju i uzdignutog repa. Kada treba pokazati poslušnost, pas koji nije psihički jak, spustit će rep, staviti uši u vodoravan položaj i ponekad okrenuti glavu u stranu kako bi izbjegao izravan pogled, a može čak leći na leđa.
Većina psećih znakova – od veselog mahanja repom do uplašenog režanja – prilično su lako razumljiva, ali postoje neki znaci koji se mogu krivo shvatiti. Npr. zijevanje katkad nije znak umora već zbunjenosti. Pas zijeva kad dobije signale koji ga zbunjuju.
Gledanjem psa izravno u oči može ga se isprovocirati jer on to doživljava kao napad ili kao poziv na igru ili kao poziv na neku drugu aktivnost, ovisno o količini bliskosti između psa i čovjeka koji s njime komunicira.
Jedan od načina na koji čovjek može pokazati dobre namjere prema psu je da čovjek čučne. Na taj način pas (u skladu sa psećim uobičajenom govorom tijela) dobiva informaciju o nepostojanju namjere agresije prema njemu.
Govor tijela čovjeka psu kazuje puno više nego govor tijela čovjeka prema čovjeku. Pas će dobrohotno primiti pasivni položaj ruke čovjeka s ponuđenom nadlanicom koju pas moše ponjušiti (i na taj način se upoznati s čovjekom). Uzdignute ruke ili ruke kojima čovjek vrši nagle pokrete (na koje su psi 40 puta perciptivniji od ljudi) kod psa mogu izazvati krivo tumačenje i potrebu za obranom.

## Vanjske poveznice

### Ostali projekti
|  | Zajednički poslužitelj ima stranicu o temi Pas    |
|  | Zajednički poslužitelj ima još gradiva o temi Pas |
|  | Wikivrste imaju podatke o taksonu Domaći pas      |
|  | Wječnik ima rječničku natuknicu pas               |
|  | Wikicitati imaju zbirke citata o temi Psi         |

### Mrežne stranice
- Hrvatski kinološki savez
- Portal o psima  Arhivirana inačica izvorne stranice od 3. siječnja 2010. (Wayback Machine)